# Locked Up
Locked Up – debiutancki singel senegalskiego rapera Akona, nagranym wspólnie ze Stylesem P. Został wydany 13 kwietnia 2004 roku, promował album Trouble. Osiągnął czwartą pozycję na UK Singles Chart i ósmą na Billboard Hot 100, stając się pierwszym hitem Akona w pierwszej dziesiątce na obu listach.

## Lista utworów
UK CD Single
1. "Locked Up" - 3:56
2. "Locked Up" (Featuring Styles P) - 3:50
3. "Locked Up" (Featuring Taz & Styles P) - 3:54
4. "Locked Up" (Video) (Featuring Taz & Styles P) - 3:54

UK 12" Vinyl
1. "Locked Up" - 3:56
2. "Locked Up" (Featuring Styles P) - 3:50
3. "Locked Up" (Featuring Taz & Styles P) - 3:54
4. "Locked Up" (Instrumental) - 3:56

German CD Single
1. "Locked Up" (Featuring Azad) - 3:50
2. "Locked Up" (Without Rap) - 3:33
3. "Locked Up" (Featuring Styles P) - 3:50
4. "Gunshot" - 2:56

UK Promo Single - The Global Remixes
1. "Locked Up" - 3:56
2. "Locked Up" (Featuring Styles P) - 3:50
3. "Locked Up" (Featuring Taz & Styles P) - 3:56
4. "Locked Up" (Featuring Azad) - 3:50
5. "Locked Up" (Featuring Savage) - 3:50
6. "Locked Up" (Featuring Booba) - 3:50
7. "Locked Up" (Featuring Mayhem) - 4:22
8. "Locked Up" (Featuring Julio Voltio) - 3:50